# Спідола (підводний човен)
| «Спідола»                                                                  | «Спідола»                                                     | «Спідола»                                                     |
| -------------------------------------------------------------------------- | ------------------------------------------------------------- | ------------------------------------------------------------- |
| Spīdola                                                                    |                                                               |                                                               |
|                                                                            |                                                               |                                                               |
| Латиський підводний човен типу «Роніс»                                     |                                                               |                                                               |
| Верф                                                                       | Chantiers et Ateliers Augustin Normand, Гавр                  | Chantiers et Ateliers Augustin Normand, Гавр                  |
| Під прапором                                                               | Латвія СРСР                                                   | Латвія СРСР                                                   |
| Належність                                                                 | Військово-морські сили Латвії · Військово-морський флот СРСР  | Військово-морські сили Латвії · Військово-морський флот СРСР  |
| Порт приписки                                                              | Лібава                                                        | Лібава                                                        |
| Закладений                                                                 | 1925                                                          | 1925                                                          |
| Спуск на воду                                                              | 6 жовтня 1926                                                 | 6 жовтня 1926                                                 |
| Введений до складу флоту                                                   | 1927                                                          | 1927                                                          |
| Переданий                                                                  | 25 липня 1940 року конфіскований радянським ВМФ               | 25 липня 1940 року конфіскований радянським ВМФ               |
| На службі                                                                  | 1927 —1941                                                    | 1927 —1941                                                    |
| Загибель                                                                   | 24 червня 1941 року затоплений у Лієпаї                       | 24 червня 1941 року затоплений у Лієпаї                       |
| Бойовий досвід                                                             | Друга світова війна Кампанія на Балтійському морі             | Друга світова війна Кампанія на Балтійському морі             |
| Проєкт                                                                     |                                                               |                                                               |
| Класифікація ПЧ                                                            | прибережний підводний човен                                   | прибережний підводний човен                                   |
| Тип ПЧ                                                                     | типу «Роніс»                                                  | типу «Роніс»                                                  |
| Основні характеристики                                                     |                                                               |                                                               |
| Швидкість (надводна)                                                       | 14 вузлів (26 км/год)                                         | 14 вузлів (26 км/год)                                         |
| Швидкість (підводна)                                                       | 9 вузлів (16 км/год)                                          | 9 вузлів (16 км/год)                                          |
| Робоча глибина занурення                                                   | 49 м                                                          | 49 м                                                          |
| Гранична глибина занурення                                                 | 70 м                                                          | 70 м                                                          |
| Екіпаж                                                                     | 32 офіцери та матроси                                         | 32 офіцери та матроси                                         |
| Розміри                                                                    |                                                               |                                                               |
| Довжина найбільша (по КВЛ)                                                 | 55 м                                                          | 55 м                                                          |
| Ширина корпусу найб.                                                       | 4,8 м                                                         | 4,8 м                                                         |
| Середня осадка (по КВЛ)                                                    | 3,9 м                                                         | 3,9 м                                                         |
| Водотоннажність надводна                                                   | 400 тонн                                                      | 400 тонн                                                      |
| Водотоннажність підводна                                                   | 522 тонни                                                     | 522 тонни                                                     |
| Силова установка                                                           |                                                               |                                                               |
| Дизель-електрична: 2 × дизельних двигуни Zulcer 2 × електродвигуни Simonet |                                                               |                                                               |
| Гвинти                                                                     | 2                                                             | 2                                                             |
| Потужність                                                                 | 2 × 650 к.с. (дизельні двигуни) 2 × 350 к.с. (електродвигуни) | 2 × 650 к.с. (дизельні двигуни) 2 × 350 к.с. (електродвигуни) |
| Озброєння                                                                  |                                                               |                                                               |
| Артилерія                                                                  | 1 × 76-мм палубна гармата                                     | 1 × 76-мм палубна гармата                                     |
| Торпедно- мінне озброєння                                                  | 6 × 450-мм торпедних апаратів 8 торпед                        | 6 × 450-мм торпедних апаратів 8 торпед                        |
| ППО                                                                        | 2 × 7,71-мм зенітних кулемети                                 | 2 × 7,71-мм зенітних кулемети                                 |

«Спідола» (латис. Spīdola) — військовий корабель, прибережний підводний човен типу «Роніс», побудований на замовлення військово-морського флоту Латвії французькою суднобудівною компанією в другій половині 1920-х років. У 1940 році після анексії Латвії Радянським Союзом конфіскований радянським флотом та уведений до складу Балтійського флоту РСЧФ. У червні 1941 року, коли в ході німецького вторгнення до СРСР, війська вермахту наблизилися до порту Лієпая, «Спідола» був затоплений у бухті. Корпус був піднятий у 1942 році і розібраний на брухт.
Закладений 1925 році на верфі французької компанії Chantiers et Ateliers Augustin Normand у Гаврі. Спущений на воду 6 жовтня 1926 року, а наступного року корабель увійшов до складу ВМС Латвії.
22 червня 1941 року «Спідола» перебував у складі 3-го дивізіону 1-ї бригади підводних човнів ЧБФ і знаходився у військовій гавані Лібавського порту, готуючись до проведення капітального ремонту на заводі «Тосмарі». Увечері 23 (або в ніч на 24) червня 1941 року, коли бої йшли на ближніх підступах до міста і через неможливість евакуації, «Спідолу» підірвав екіпаж. У 1942 році підводний човен піднятий німцями і розібраний ними на метал.